# Leandra confusa
Leandra confusa är en tvåhjärtbladig växtart som beskrevs av Célestin Alfred Cogniaux. Leandra confusa ingår i släktet Leandra och familjen Melastomataceae. Inga underarter finns listade i Catalogue of Life.